# Villa Berthe

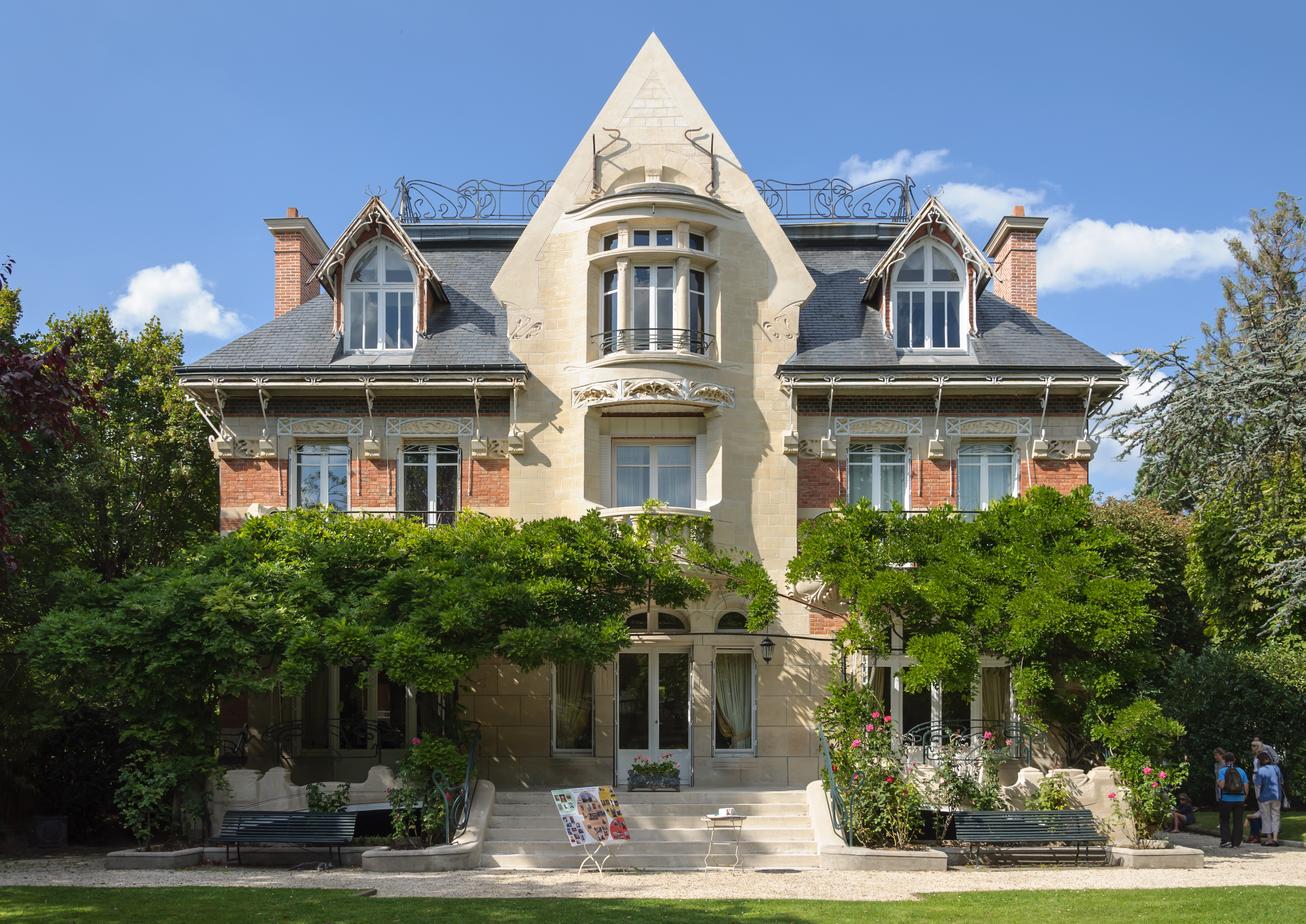
Villa Berthe in Le Vésinet

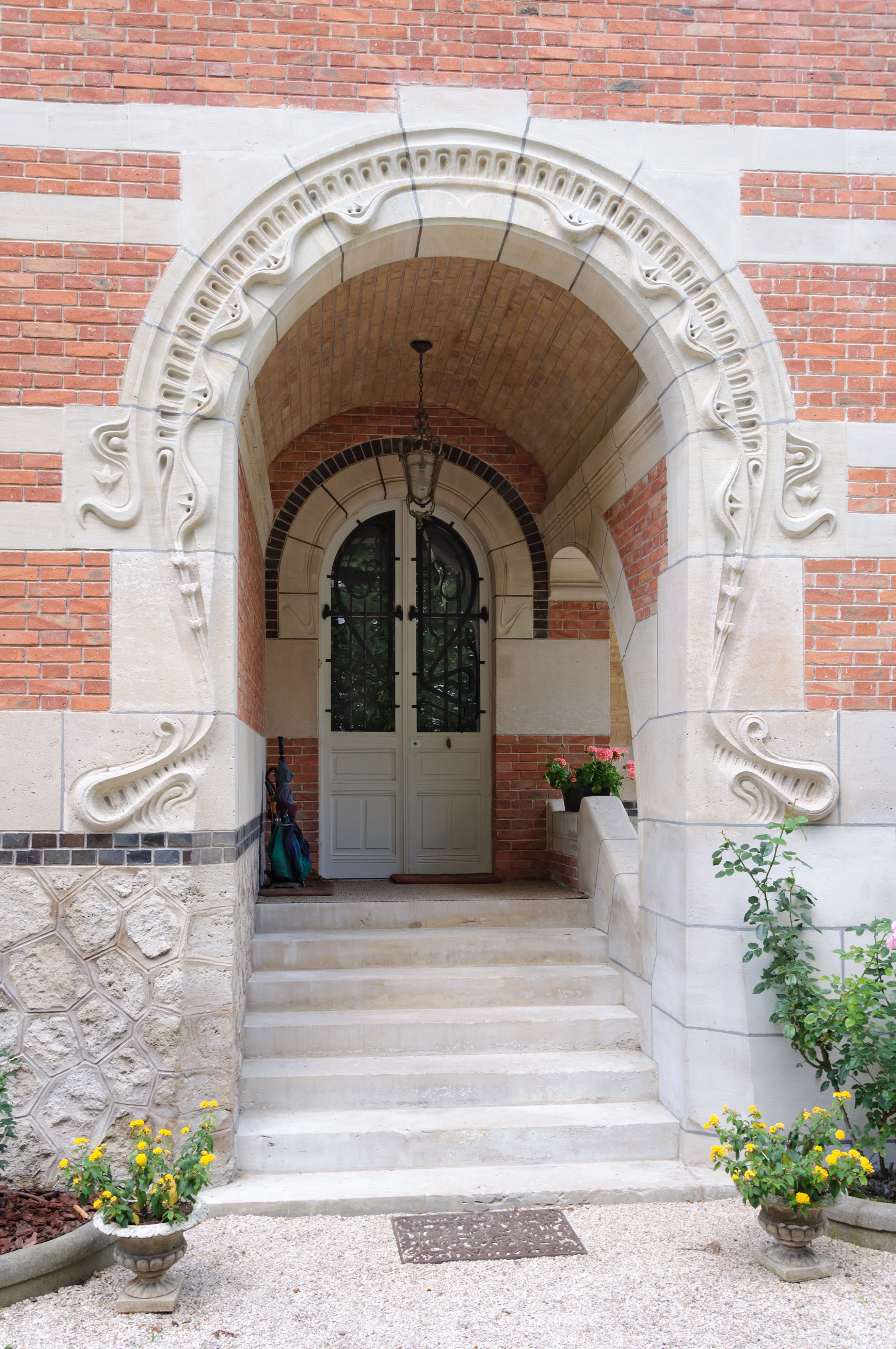
Eingang

Die Villa Berthe (auch als La Hublotière bezeichnet) in Le Vésinet, einer französischen Gemeinde im Département Yvelines der Region Île-de-France, wurde 1896 für die Familie Nogues errichtet. Die Villa an der Route de Montesson Nr. 72 ist seit 1979 als Monument historique geschützt.
Die zweigeschossige Villa aus Kalk- und Backsteinmauerwerk wurde nach Plänen des Architekten Hector Guimard (1867–1942) in den Formen des Jugendstils errichtet. Hector Guimard wurde für die Gestaltung der Pariser Métroeingänge berühmt.
Die straßenseitige Fassade wird von einem Mittelrisalit mit Erdgeschosserker und Zwerchhausaufbau mit Satteldach dominiert. Rechts und links sind Dachgauben mit Freigespärre geschmückt. Die schmiedeeisernen Gitter der Umfriedung, der Fenster und am Hauseingang wurden von Hector Guimard entworfen, sie sind ein Erkennungszeichen seiner Jugendstilformen.
Im Inneren sind die ursprüngliche Holztreppe mit Treppenabsatz und zwei dekorierte Decken im Obergeschoss erhalten.